# 岸宏一
岸 宏一（きし こういち、1940年（昭和15年）6月3日 - 2017年（平成29年）10月16日）は、日本の政治家。自由民主党所属の元参議院議員（3期）。
参議院厚生労働委員長・政治開発援助等に関する特別委員長・予算委員長、厚生労働副大臣（第1次安倍改造内閣・福田康夫内閣）、総務大臣政務官（第1次小泉第1次改造内閣）、山形県最上郡金山町長（7期）、金山町議会議員（1期）を務めた。

## 来歴
山形県最上郡金山町の山林地主である岸家の一族に生まれる。早稲田大学政治経済学部卒業。
1967年、故郷・金山町の町議会議員に初当選する。1971年には同町長選に立候補・当選し、以後1998年まで7期27年間にわたり町長を務めた。また町長在職中は山形県町村会会長、全国豪雪地帯町村対策協議会副会長、全国山村振興連盟副会長、全国町村会常任理事を歴任。金山町長在任中の1982年、早稲田大学在学中の友人で朝日新聞編集委員の田岡俊次の助言を受けて、全国の地方自治体で初めて情報公開条例を制定した。1993年の山形県知事選挙では、自由民主党が県内市町村長に無断で土田正剛を推薦したことに反発し、高橋和雄を擁立して高橋当選に貢献した。第17回参議院議員通常選挙の際には日本社会党・自民党から出馬要請を受けるが辞退。1996年、高橋から推薦を受けて山形県農業会議会長に就任し、以降の選挙戦で農業委員からの支援を受けるようになる。
1998年に金山町長を辞職、第18回参議院議員通常選挙に自民党公認で山形県選挙区より立候補し、初当選した。2002年、第1次小泉第1次改造内閣で総務大臣政務官に任命される。2004年の第20回参議院議員通常選挙で再選。2007年、第1次安倍改造内閣で厚生労働副大臣に任命され、福田康夫内閣まで務めた。2009年の山形県知事選挙では、加藤紘一が支持する現職の斎藤弘ではなく、新人の吉村美栄子を支持。岸の地盤である最上地方8市町村のうち、7市町村で吉村の得票数が斎藤を上回り、吉村当選に貢献した。2010年、第22回参議院議員通常選挙で3選。同年の3月31日、高校無償化法案の採決で自民党は反対の党議拘束をかけていたが、岸、伊達忠一の2議員はこれに造反して賛成票を投じた。岸はボタンの押し間違いと釈明し、自民党執行部はこれを不問にした。
2012年の第46回衆議院議員総選挙に際しては、前酒田市長阿部寿一の山形3区への擁立を主張。自民党山形県連内では、現職の加藤ではなく阿部を自民党公認で擁立する動きもあったが、結局加藤が公認を受けた。阿部は無所属で山形3区から立候補、加藤を破り、初当選した。加藤は党の73歳定年制のために比例重複立候補が認められず、比例復活も出来ずに議席を失った。
2013年、参議院政府開発援助等に関する特別委員長に就任、2014年には参議院予算委員長に就任した。
2015年、2016年の第24回参議院議員通常選挙に立候補せず、任期限りで引退することを表明。引退に伴う後任選定に際し、自民党山形県連が岸に相談せずに後任を決定したことに不快感を示したが、6月14日に県連会長の遠藤利明が謝罪したことで和解した。
2017年10月16日、肺扁平上皮癌のため東京逓信病院で死去。77歳没。没日付で叙従三位、旭日重光章追贈。

## 政策・主張
- 日本軍が慰安婦を強制連行したとする主張を否定している[11]。
- 選択的夫婦別姓制度の導入に反対[12]。
- 永住外国人への地方選挙権付与に反対[12]。

## 政治資金
- 日本共産党の機関紙しんぶん赤旗の報道によれば、鈴木宗男から1998年から2000年までの3年間に200万円の献金を受けていた[13]。

## 人物
- 家族は1男、1女。 2015年4月の山形県議選最上選挙区から、秘書を務めた長男が立候補するも落選している[14]。
- 親族の岸英一、岸伊一郎も金山町長を務めた[15]。

## 所属団体・議員連盟
- 日本会議国会議員懇談会[16]
- 神道政治連盟国会議員懇談会[16]
- みんなで靖国神社に参拝する国会議員の会[16]
- 創生「日本」[16]
- 日朝友好議員連盟
- TPP交渉における国益を守り抜く会
- 参議院日本ブルガリア議員連盟（会長）[3]